# Marathon (Florida)
Marathon város az USA Florida államában, Monroe megyében. Lakosainak száma 9689 fő (2020. április 1.).

## Népesség
A település népességének változása:

| 2010 | 8 297 |
| 2020 | 9 689 |